# 1893 في الجزائر
الأحداث من عام 1893 في الجزائر.

## الحكم
- .الإحتلال الفرنسي

## المواليد
- 3 فبراير – غاستون موريس جوليا –عالم رياضيات فرنسي– توفي بباريس 19 مارس 1978 (85 سنة).
- 13 مايو – محمد تازروت – فيلسوف جزائري – توفي بطنجة نوفمبر1973 (80 سنة)
- 15 مايو – محند السعيد لشاني  [لغات أخرى]‏ – مدرس وناشط سياسي ونقابي جزائري– توفي 25 مايو 1985 (92 سنة)
- 8 ديسمبر – محمد صالح بن جلول  [لغات أخرى]‏ – طبيب وسياسي جزائري – توفي 1 مايو 1985 (91 سنة)[1]